# コレコ・テルスター
コレコ・テルスターのシリーズは、コレコが1976年から1978年まで製造・発売・販売した第一世代の家庭用ゲーム機である。

## 概要
1976年にジェネラル・インストゥルメントのAY-3-8500チップを搭載した『ポン』のクローンをベースにしたコレコ・テルスターのゲーム機を皮切りにコレコ・テルスターシリーズは14機種が発売された。初代モデルのコレコ・テルスターは約100万台が販売された。  

大型商品のラインナップとポン機のフェードアウトが目前に迫り、コレコは1980年に倒産寸前に直面することになった。 

## ハードウェア

### モデル比較

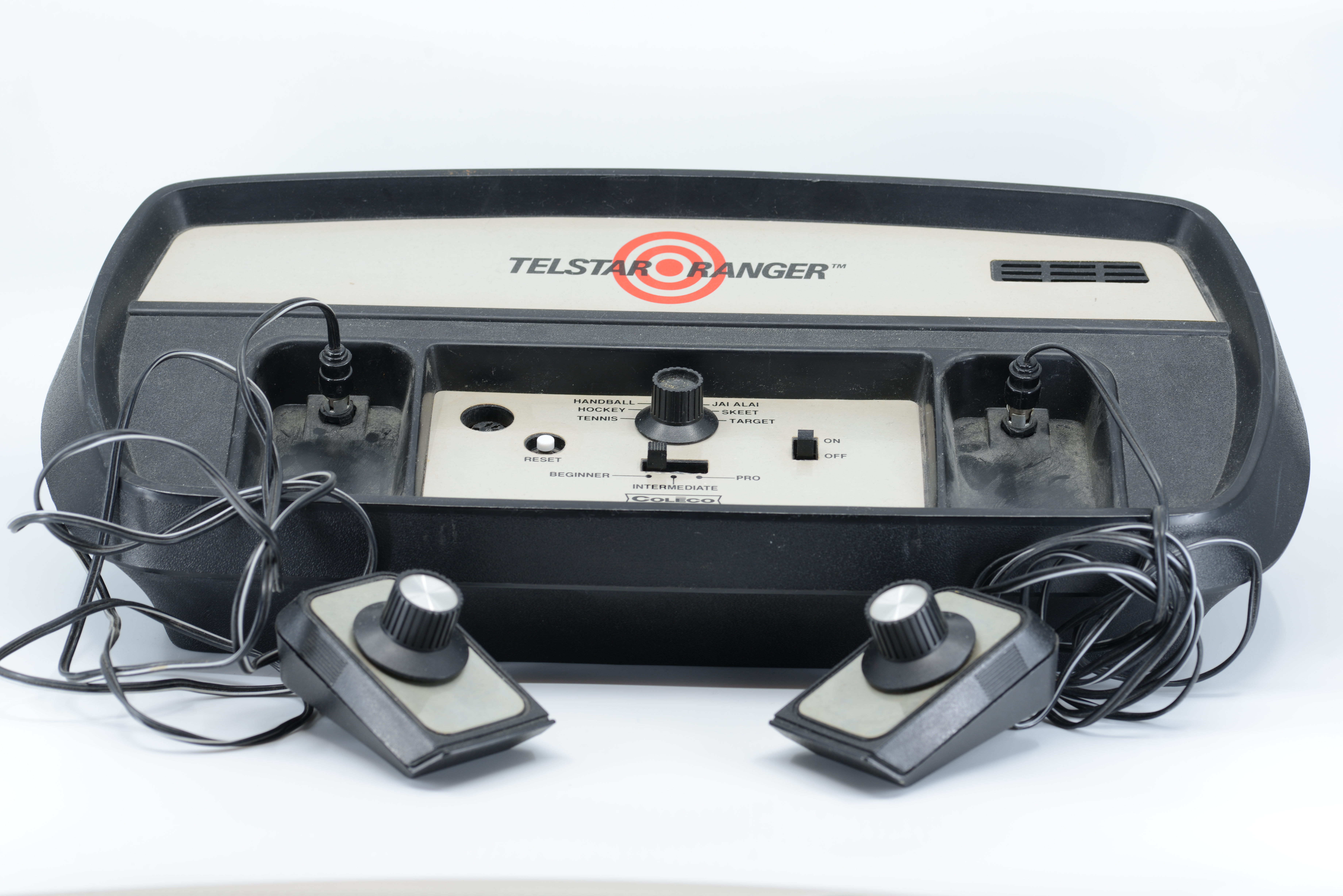
コレコ・テルスターRanger
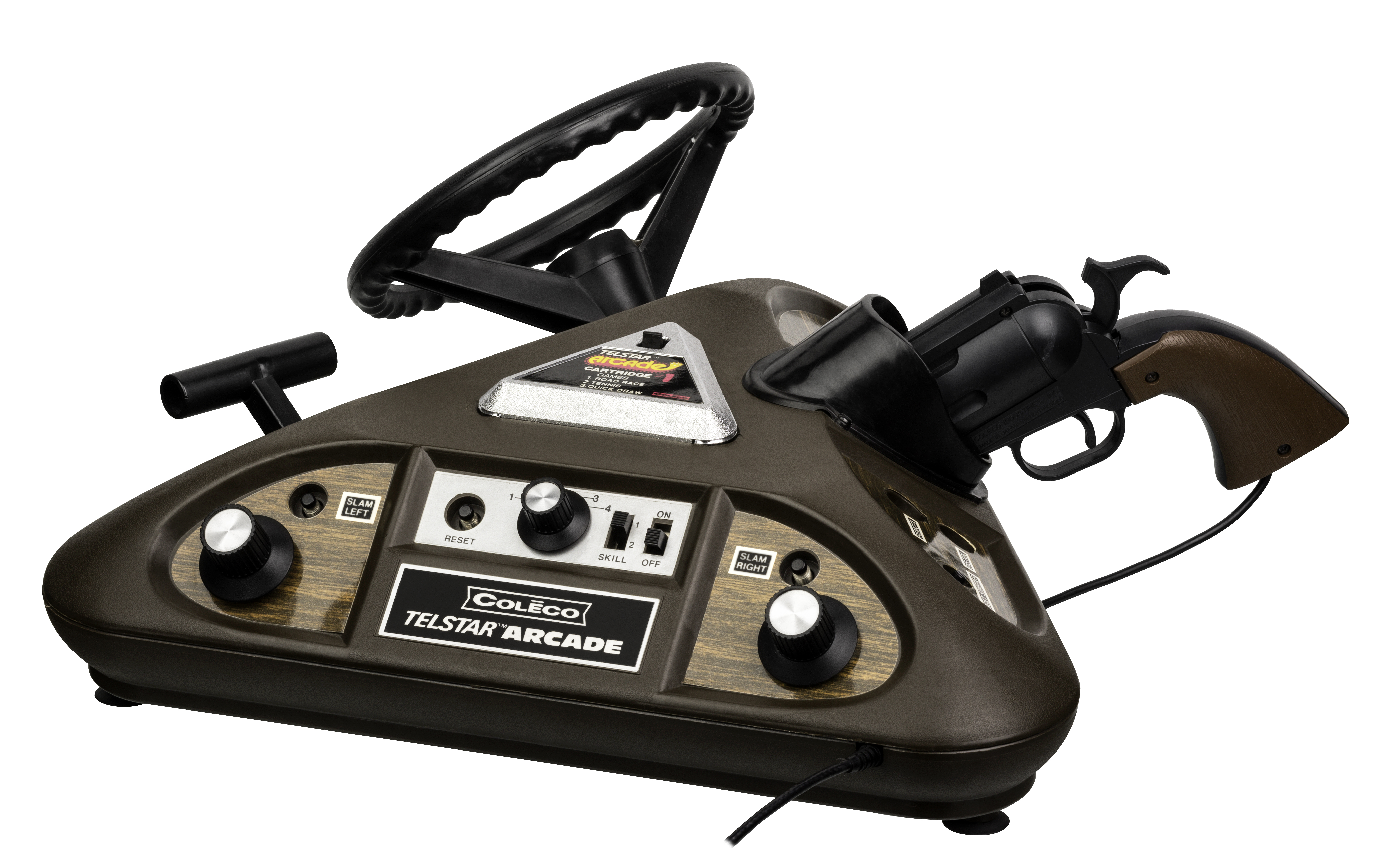
コレコ・テルスターアーケード

| ゲーム機                     | モデルとチップ                                                  | 発売日 | 内蔵ゲーム | 内容 | サイズ(縦 x 横 x 高さ)       | 出典       | 画像     |
| ---------------------------- | --------------------------------------------------------------- | ------ | --- | --- | ---------------------------- | ---------- | -------- |
| コレコ・テルスター           | No.6040, AY-3-8500                                              | 1976   | - アイスホッケー - ウォールハンドボール - テニス | 2つの固定パドルコントローラ。ゲームはポンの派生 | 不明                         | [ 4 ]      |          |
| コレコ・テルスターClassic    | No.6045, AY-3-8500                                              | 1976   | - アイスホッケー - ウォールハンドボール - テニス | 2つの固定パドルコントローラ。豪華木製ケース | 不明                         | [ 要出典 ] | 画像無し |
| コレコ・テルスターDeluxe     | ナンバー不明, AY-3-8500                                         | 1977   | - アイスホッケー - ウォールハンドボール - テニス | 2つの固定パドルコントローラ。木製パネル付き茶色ケース。フランス語と英語でカナダ市場向け | 不明                         | [ 要出典 ] | 画像無し |
| コレコ・テルスターRanger     | No.6046, AY-3-8500                                              | 1977   | - アイスホッケー - ウォールハンドボール - テニス - ハイアライ - 射撃 - スキート射撃 | 白黒のプラスチックケースで、コルト45スタイルのライトガンと分離パドルコントローラが付属。4つの球技、2つの射撃ゲーム。4つの球技の特徴は、自動サーブと可変パドル、3段階のスキルレベル（初級、中級、プロ）用の速度設定である。6個の単二電池またはオプションのACアダプターを使用し、ライトガンには9ボルトの電池が1個必要。 | 4ポンド 17.5×6×8インチ       | :22 :35    | 画像無し |
| コレコ・テルスターAlpha      | No.6030, AY-3-8500                                              | 1977   | - スキート射撃 - ハイアライ | 白黒のプラスチックケース、固定パドルコントローラ。自動サーブ機能を搭載し、3段階のスキルレベル（初級、中級、プロ）に対応した可変設定が可能。単二電池6本使用。 | 2.5ポンド 13.5×3.5×7.5インチ | :17 :34    |          |
| コレコ・テルスターColormatic | No.6130, AY-3-8500 テキサス・インスツルメンツ SN76499N (カラー) | 1977   | - アイスホッケー - ウォールハンドボール - テニス - ハイアライ | 白黒ののプラスチックケース、取り外し可能な有線パドル。カラーグラフィック - 各ゲームの色は異なる。自動サーブ機能と3つのスキルレベル（初級、中級、プロ）に対応した可変設定が特徴である。単二電池6本使用。 | 2.5ポンド 13×6.5×7.5インチ   | :18        |          |
| コレコ・テルスターRegent     | No.6036, AY-3-8500                                              | 1977   | - アイスホッケー - ウォールハンドボール - テニス - ハイアライ | 白黒ののプラスチックケース、取り外し可能な有線パドル。オートサーブ機能と3つのスキルレベル（初級、中級、プロ）に対応した可変設定を搭載。C電池6本使用。 | 2.5ポンド 13.5×4×8インチ     | :18        |          |
| コレコ・テルスターSportsman  | ナンバー不明, AY-3-8500                                         | 1978   | | 白黒のプラスチックケース、取り外し可能な有線パドル、ライトガン。 | 不明                         | [ 要出典 ] | 画像無し |
| コレコ・テルスターCombat!    | No.6065, ジェネラル・インストゥルメント AY-3-8700 Tank chip     | 1977   | - コンバット - 夜戦 - ロボット戦 - カモフラージュコンバット | 4本の固定ジョイスティック（各プレイヤーに2本）。ゲームはキーゲームズのタンクの派生。単二電池6本またはオプションのACアダプターを使用。 | 5.5ポンド 15×8×10.5インチ    | :23 :37    |          |
| コレコ・テルスターColortron  | No.6135, AY-3-8510                                              | 1978   | - テニス - アイスホッケー - ハンドボール - ハイアライ | カラーあり、サウンド内蔵、固定パドル。ゲームはポンの派生で、3つのスキルレベル（初級、中級、プロ）用の可変設定が特徴。9ボルト電池2本またはオプションのACアダプターを使用。 | 1ポンド 2×11.25×4インチ      | :34        |          |
| コレコ・テルスターMarksman   | No.6136, AY-3-8512                                              | 1978   | - テニス - アイスホッケー - ハンドボール - ハイアライ - スキート射撃 - ターゲット | カラー付き、取り外し可能なストック付きの大きめのライトガン、固定パドル。4つのポンの派生と2つの銃ゲーム。2つの9ボルト電池またはオプションのACアダプターを使用。 | 1ポンド 2×11.25×5インチ      | :36        |          |
| コレコ・テルスターGalaxy     | ナンバー不明, AY-3-8600 (ゲーム) AY-3-8615 (カラーエンコーダー) | 1977   | 不明 | 分離ジョイスティックと固定パドル | 不明                         | [ 要出典 ] | 画像無し |
| コレコ・テルスターGemini     | ナンバー不明, モステクノロジー MPS 7600-004                     | 1977   | - 4つのピンボールゲーム - 2つのライトガンゲーム | カラー付き、ライトガン、ケースの左右に2つのフリッパーボタン、上部にピンボール発射ボタンとフィールド調整スライド、ライトガン。 | 不明                         | [ 要出典 ] | 画像無し |
| コレコ・テルスターアーケード | ナンバー不明, モステクノロジー MPS-7600 (各カート)              | 1977   | - セットのゲーム(テニス, ロードレース, 早撃ち) その他 - 8ゲーム 球技と射撃のカセット - 5ゲーム ピンボールと射撃のカセット - バトルゲームのカセット - 20ゲーム ドライブ・迷路のカセット - 15ゲーム アクションのカセット（ブレークスルー含む) | カートリッジ式の三角ケースに、ライトガン、ギアシフト付きステアリングホイール、パドル（左右に1つずつ）つき。 | 4ポンド 7.5×18×16インチ      | :28 :37–38 |          |